# Ryżak synantrop
Ryżak synantrop (Gyrohypnus angustatus) – gatunek chrząszcza z rodziny kusakowatych i podrodziny kusaków. Zamieszkuje państwo holarktyczne.

## Taksonomia
Gatunek ten opisany został po raz pierwszy w 1810 roku ze Szwecji przez Leonarda Gyllenhaala pod nazwą Staphylinus ochraceus. Nazwa ta okazała się jednak być młodszym homonimem, stąd za ważną uznaje się nazwę nadaną w 1833 roku przez Jamesa Francisa Stephensa. W jej przypadku jako miejsce typowe wskazano Suffolk w Anglii.

## Morfologia

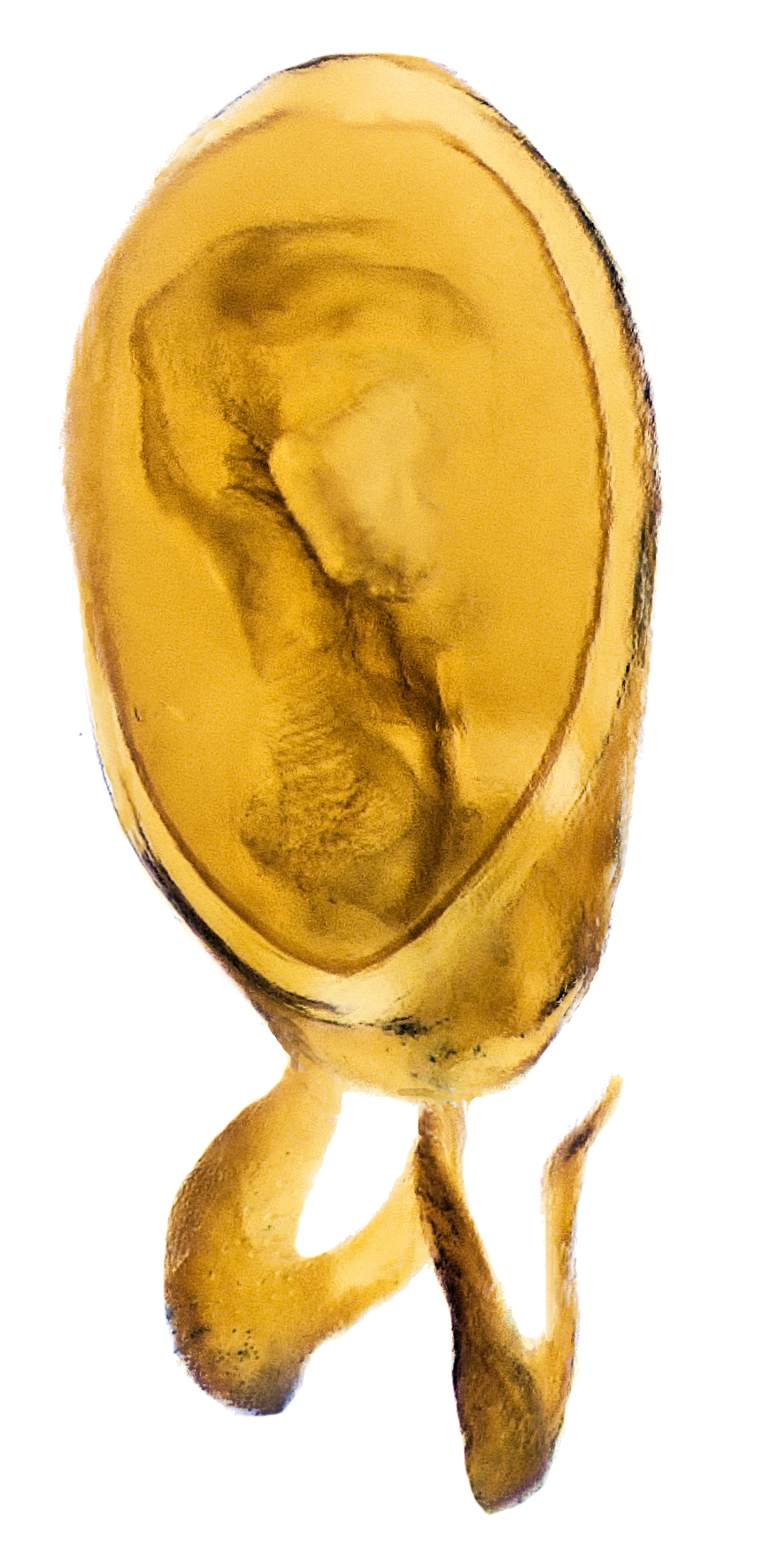
Edeagus

Chrząszcz o wydłużonym, wąskim ciele długości od 6 do 7 mm. Głowa jest czarna z rdzawymi czułkami i głaszczkami, o matowych, szorstko punktowanych skroniach zakończonych ząbkowato; na wysokości tego zakończenia głowa jest najszersza. W tyle głowy szwy gularne łączą się w pojedynczą linię. Przedplecze jest czarne, zaopatrzone w rzędy grzbietowe o około 9 punktach każdy, wyraźnie mikrorzeźbione, choć u niektórych form mikrorzeźba zanika pośrodku. Pokrywy są żółtobrunatne do brunatnoczerwonych. Odwłok jest czarny z żółtobrunatnymi do brunatnoczerwonych rozjaśnieniami tylnych krawędzi tergitów. 

## Ekologia i występowanie
Owad ten zasiedla lasy, pobrzeża wód, pola, pastwiska, ogrody, stanowiska ruderalne i różne środowiska synantropijne. Bytuje pod opadłymi liśćmi, rozkładającymi się szczątkami roślinnymi, napływkami, w gnijących grzybach, odchodach, gniazdach kretów, pryzmach kompostowych i nawozie.
Gatunek holarktyczny. W Europie znany jest z Islandii, Irlandii, Wielkiej Brytanii, Hiszpanii, Francji, Belgii, Holandii, Niemiec, Szwajcarii, Austrii, Włoch, Danii, Szwecji, Norwegii, Finlandii, Estonii, Łotwy, Litwy, Polski, Czech, Słowacji, Węgier, Ukrainy, Rumunii, Bułgarii, Słowenii, Chorwacji, Bośni i Hercegowiny, Serbii, Czarnogóry i europejskiej części Rosji. Dalej na wschód zamieszkuje azjatyckie części Rosji i Turcji, Zakaukazie i Kazachstan. W Afryce Północnej stwierdzony został w Maroku. Ponadto podawany jest z Kanady i Stanów Zjednoczonych w nearktycznej Ameryce Północnej.